# Доменико Микеле
Доменико Микеле (на италиански: Domenico Michiel) е тридесет и пети дож на Република Венеция от 1117 до 1130 г.
Доменико Микеле е син на Джовани Микеле, главнокомандващ венецианския флот в Светите земи по време на Първия кръстоносен поход. Доменико е и внук на тридесет и третия дож Витале I Микеле.
За да гарантира оставането на управлението на Венеция в рамките на своето семейство, Доменико Микеле възлага с укази разпореждането с икономическите и политическите дела на републиката в периодите, когато той самият отсъства от града, на своя син и на внука си, надявайки се по този начин да установи абсолютна власт.
През август 1122 г. Доменико Микеле заминава за Корфу начело на 40 галери, други 28 кораба и на общо 15 000 войници и обсажда острова. През пролетта на следващата година се притичва на помощ на краля на Йерусалим Балдуин II и превзема Тир. Но интересите на дожа са насочени главно към Византия, която междувременно е разрешила на Пиза да има собствен квартал в Константинопол и да осъществява свободна търговия. В отговор на това венецианският дож изпраща флота си срещу император Йоан II Комнин, обсажда и ограбва островите Родос, Самос, Хиос, Лесбос, Андрос, Кефалония. През 1126 г. византийският император иска мир и препотвърждава дадените по-рано привилегии на Венеция, важащи за цялата територия на Византийската империя.
През 1125 г. и Балдуин II предоставя широки правомощия на дожа в Йерусалим. След всички тези успехи Доменико Микеле се завръща триумфално във Венеция и през 1130 г. абдикира от поста. Няколко дни по-късно умира и първоначално е погребан в църквата на манастира Сан Джорджо Маджоре, но впоследствие останките му разпръснати при последвалото разширяване на храма.

## Семейство
Доменико Микеле има брак с Алисия, а неговият син Витале II Микеле става дож през 1156 г. Дъщеря му Аделаса Микеле се омъжва за Пиетро Полани, избран за следващ дож.